# Not of This Earth
„Not of This Earth“ е първият дългосвирещ албум на американския китарист Джо Сатриани. Много песни от този албум все още се изпълняват на концертите му.
Оригиналната обложка за албума е изгубена и поради тази причина във всички преиздавани версии се използва снимка на Джо Сатриани с китара в ръце от младите му години. Трябва да се отбележи, че Сатриани никога не е свирил с китарата, която държи на снимката (Ibanez 540P).
Има няколко неща, които отличават този албум от останалите на Сатриани. Тук са използвани електронни барабани, вместо обикновените акустични. Първата песен Not of This Earth е композирана с необичайна техника, която Сатриани нарича Pitch Axis Theory.
„Not of this Earth“ е преиздаван редица пъти от редица лейбъли. Албумът е издаден на CD през 1988 г. и е преиздаден девет години по-късно от Epic Records, заедно с цялата дискография на Сатриани.

### Страна едно
1. „Not of This Earth“ – 3:55
2. „The Snake“ – 4:40
3. „Rubina“ – 5:50
4. „Memories“ – 4:00 (Сатриани, Джон Куниберти)
5. „Brother John“ – 2:07

### Страна две
1. „The Enigmatic“ – 3:25
2. „Driving at Night“ – 3:30
3. „Hordes of Locusts“ – 4:55
4. „New Day“ – 3:56
5. „The Headless Horseman“ – 1:50

## Състав
- Джо Сатриани – китара, бас, клавишни, перкусия
- Джеф Кампители – барабани, перкусия, DX, свиркания
- Джон Куниберти – перкусия, вокали